# Ivan Goldschmidt
Ivan Goldschmidt (* 29. Dezember 1958 in Brüssel) ist ein belgischer Filmregisseur und Filmproduzent.

## Karriere
Goldschmidt wurde 1958 in Brüssel geboren. Seine Karriere im Filmgeschäft begann mit dem Kurzfilm Ketchup im Jahr 2000 wofür er als Regisseur verantwortlich war. Bei dem Kurzfilm Echo war er als Filmeditor zuständig. Große Bekanntheit erlangte Goldschmidt für seinen Kurzfilm Na Wewe, wofür er das Drehbuch verfasste als Produzent und Regisseur verantwortlich war, als er bei der Oscarverleihung 2011 eine Nominierung in der Kategorie Bester Kurzfilm erhielt. Die Auszeichnung erhielt jedoch Luke Matheny für seinen Beitrag God of Love.

## Filmografie
- 2000: Ketchup (Kurzfilm)
- 2004: François le célibataire et ses amis formidables (Fernsehserie)
- 2010: Na Wewe (Kurzfilm)